# Francesc Torrescassana i Sallarés
Francesc Torrescassana i Sallarés (Barcelona, 5 de setembre de 1845 - Barcelona, 1 de març de 1918) fou un pintor català, principalment dins del corrent del realisme, alumne de Ramon Martí i Alsina.

## Vida i obra
Era fill de Ramon Torrescasana i Lluch, fuster de professió, natural de Pujalt, i Mercè Sellarés i Domènech, natural de Barcelona. Va estudiar a l'Escola de Llotja, on va aprendre sota les ordres de Ramon Martí i Alsina. Més endavant va col·laborar al seu taller. El mateix Alsina li va fer un retrat el 1858, titulat El pintor Francesc Torrescassana.
El 1864 va portar una obra a l'Exposición de Madrid, fet que li va valer una menció d'honor i una pensió a Roma. Visità també París, on va entrar en contacte amb els moviments del moment.
De nou a Barcelona, va practicar el costumisme, l'orientalisme i la pintura històrica. Per practicar aquest estil, el 1869 va anar a Suez on va pintar diverses obres sobre la inauguració del canal, de les quals algunes van rebre diversos premis. Es poden veure obres seves a diversos museus catalans, com el MNAC, el Museu de Montserrat, la Biblioteca Museu Víctor Balaguer de Vilanova i la Geltrú, la Galeria de Catalans Il·lustres, així com al Museu d'Art Modern de Madrid i al Louvre.

## Estil
En els seus inicis es pot comprovar la clara influència del seu mestre Alsina, emmarcat dins del marc del realisme. Amb el temps la seva paleta de colors es va tornar més suau i la manera de pintar, més texturada, rebent influència de l'impressionisme. En aquesta darrera època també va realitzar retrats, el més famós dels quals és els de Miquel Vilaregut, pintat el 1911.

## A museus i col·leccions privades

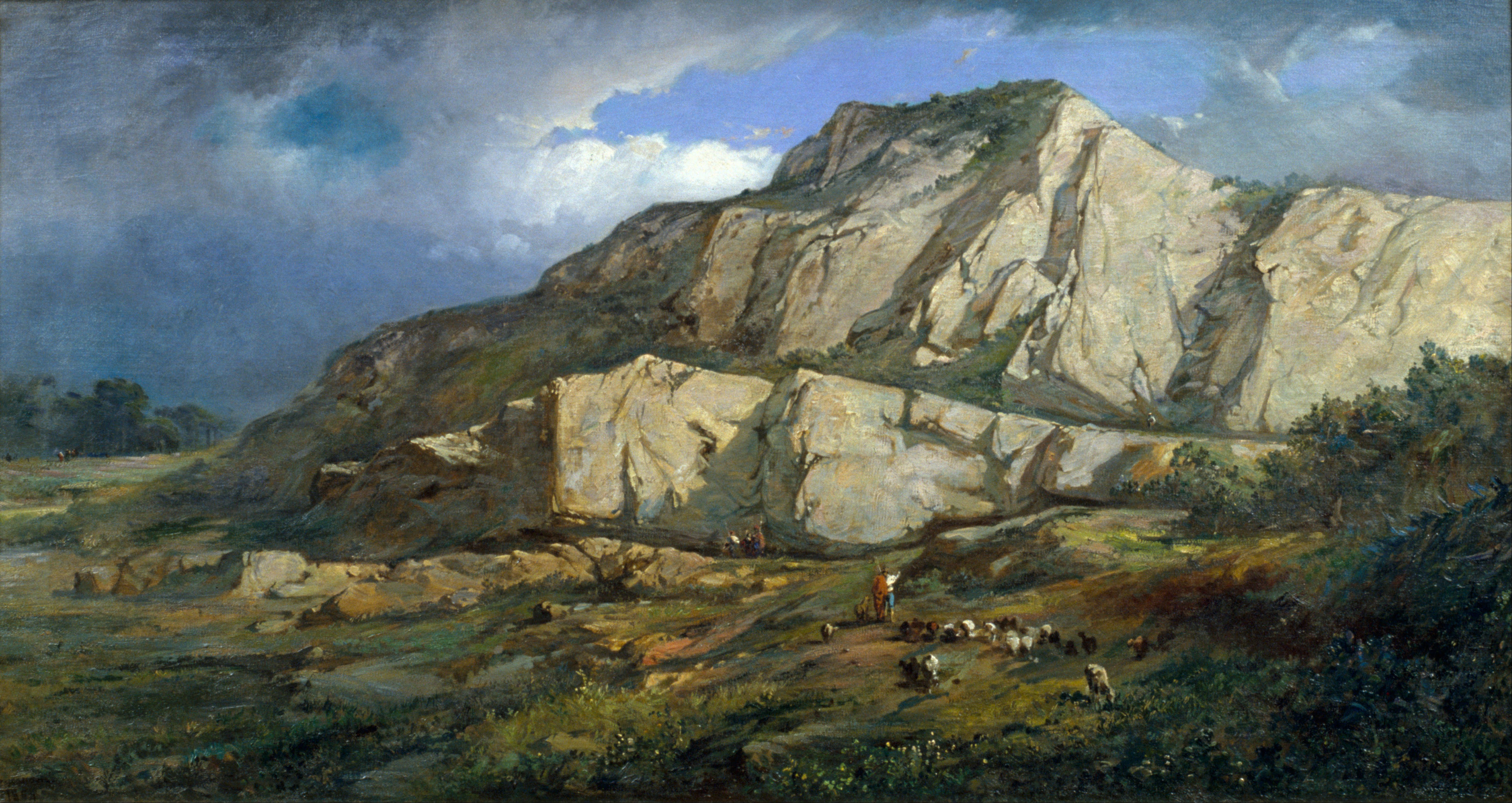
Paisatge

Les obres del Francesc Torrescassana es troben als següents museus, entre d'altres, i també a la Casa Vicens, d'Antoni Gaudí, on els propietaris van demanar a l'arquitecte de crear una sala amb mobles-marc fets a mida per exposar 32 de les peces de la seva col·lecció de 34 pintures d'aquest autor.
- Casa Vicenç: 32 pintures
- Museu Nacional d'Art de Catalunya: Paisatge i unes 8 pintures més, a més d'un dibuix i una medalla.[8][7]
- Museu de Montserrat: Nena devant el piano, El Claustre de la Catedral de Barcelona, i altres olis
- Museu d'Art de Girona: unes 3 pintures
- Vinseum. Museu de les Cultures del Vi de Catalunya (Vilafranca del Penedès): Barca en el mar
- Biblioteca-Museu Víctor Balaguer (Vilanova i la Geltrú): Paisatge amb figura, entre d'altres
- Vil·la Casals-Museu Pau Casals (El Vendrell)
- L'Enrajolada, Casa Museu Santacana (Martorell)
- Museu de Mataró: 2 pintures
- Museu Etnogràfic de Ripoll: Sense Títol[9]
- Galeria de Catalans Il·lustres (Reial Acadèmia de Bones Lletres de Barcelona i MUHBA): Retrat de Francesc Pi i Margall (1906)
- Ateneu Barcelonès
- Fundació Banc Sabadell
- i fins i tot un ex-libris al Museu Molí Paperer de Capellades
- etc.

## Exposicions rellevants
- 1934- Exposició monogràfica. Galeries Syra, Barcelona